# 宵闇のリューゲ
宵闇のリューゲ（よいやみのリューゲ）は、さぬき映画祭 第1回 シナリオコンクール大賞受賞作品のシナリオ、および香川県の2017年度映画制作補助作品として映像化された映画（60分）。
同年、香川県で開催された「かがわ文化芸術祭2017」において初上映され、2018年、アンコール上映として香川県下のイートピア高松ほか3館で上映。2019年には、東京都内4か所のミニシアター、カフェ・シアター等で上映会が実施された。
ストーリーは、地方タウン誌の記者である唯が、憧れの先輩・航と、虚実交じり合うバー「リューゲ」を訪れ、その後、唯がついたうそから意外な展開が巻き起こっていくというもの。撮影は、香川県高松市内のバー、女木島等で行われた。
脚本は新田綱志、監督は釜次智久。出演は沙倉ゆうの、森友樹、アンスコム江莉奈ほか。照明は安田淳一。撮影は山下剛。